# Liparetrus uniformis
Liparetrus uniformis är en skalbaggsart som beskrevs av Blanchard 1850. Liparetrus uniformis ingår i släktet Liparetrus och familjen Melolonthidae. Inga underarter finns listade i Catalogue of Life.